# Astrid Holm
Astrid Valborg Holm (Copenhague, 30 de octubre de 1876 – Frederiksberg, 17 de diciembre de 1937) fue una pintora y artista textil danesa. Fue una de los dos únicos daneses que estudió con Henri Matisse en París.

## Trayectoria
Holm fue hija del consejero judicial Henrik Christian Frederik Holm y su esposa Severine Jesseline Jessen. Después de asistir a la escuela de arte de Emilie Mundt y Marie Luplau, ingresó en la Escuela de Arte para Mujeres en 1904, escuela que posteriormente se integraría en la Real Academia de Bellas Artes de Dinamarca en 1908. Se graduó en 1910 y ese mismo año, comenzó a estudiar con Henri Matisse en París. Aparte de Carl Forup, Holm fue la única danesa que recibió clases de Matisse, pintor que influyó significativamente en la tendencia hacia el modernismo en Escandinavia. Permaneció en París hasta 1914, y se convirtió en miembro de la colonia de artistas escandinavos junto con Jais Nielsen y el escultor Johannes Bjerg. En 1920, regresó a París para estudiar arte de tapices en la Manufacture des Gobelins.
Holm realizó su primera exposición en Den Frie Udstilling en 1913, donde causó un gran revuelo por su estilo modernista y también fue elogiada por su poderoso uso del color. Tuvo un estilo firme y simple, empleando a menudo contornos gruesos, típicos del fauvismo. Los cuadros de Holm incluían paisajes, interiores, bodegones y pinturas de flores. En 1919, fundó la Kunstnernes Croquisskole (la Escuela de Artistas de Dibujo) que dirigió hasta su muerte. La escuela de Holm atrajo a muchos de los modernistas escandinavos que visitaron Copenhague.  
Después de haber aprendido el arte del tapiz en 1920, Holm estableció una escuela de diseño textil en la Royal Academy. Se volcó cada vez más en los tejidos, a menudo en colaboración con Ebba Carstensen, creando alfombras con diseños geométricos o figurativos. En 1926, ayudó a organizar la Exposición de Mujeres Artistas Nórdicas (Nordiske Kvindelige Kunstneres Udstilling), que se hizo en apoyo de mejores oportunidades educativas para artistas femeninas.
Holm murió el 17 de diciembre de 1937 en el distrito Frederiksberg de Copenhague. Nunca se casó ni tuvo descendencia.

## Galería

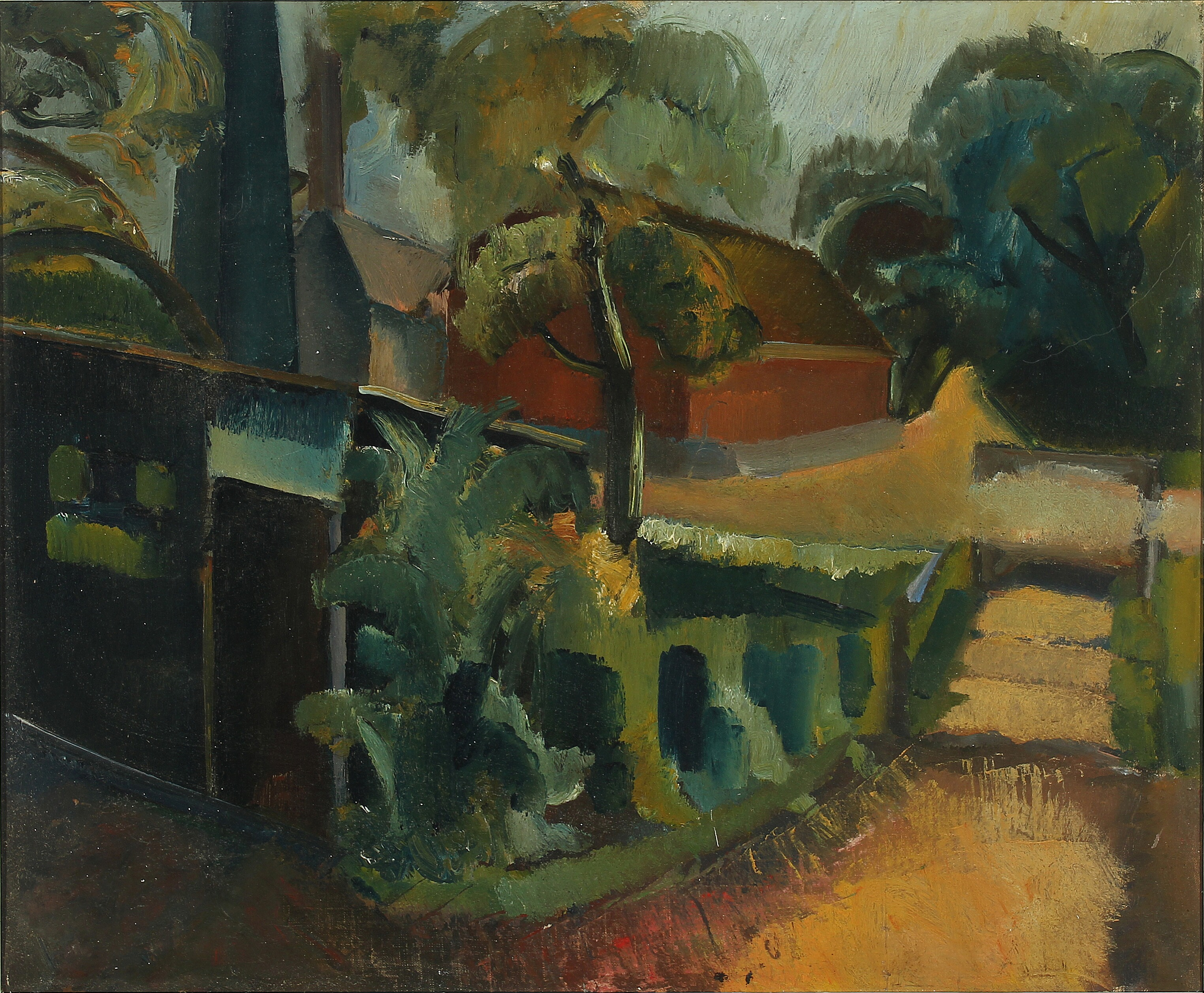
Have
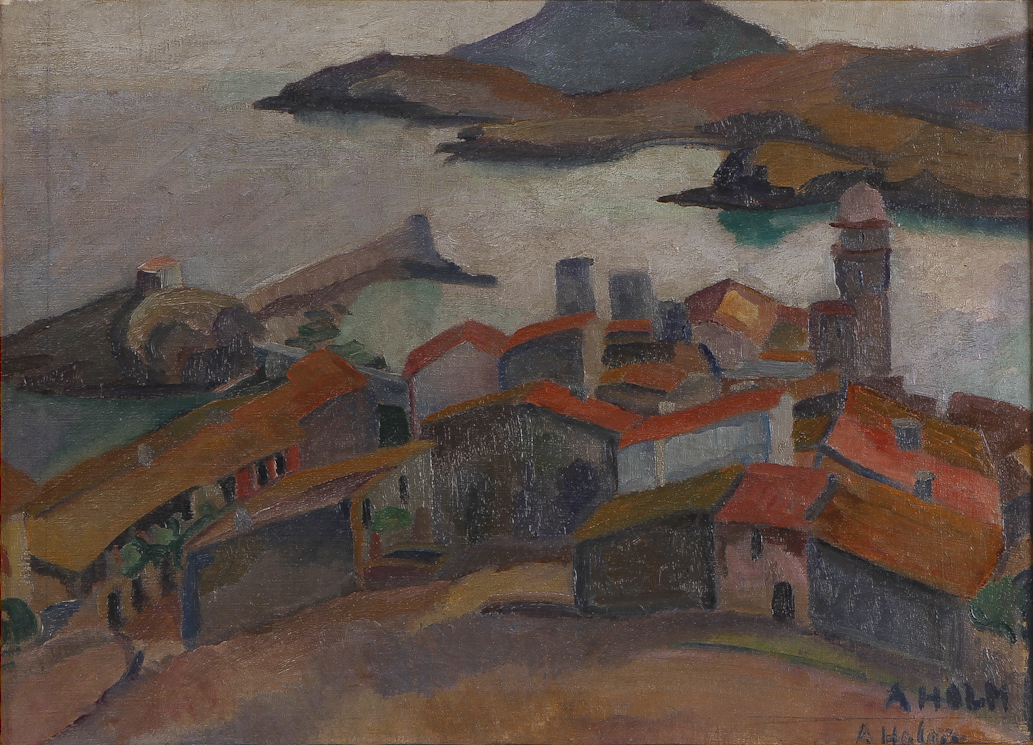
By ved klippekyst
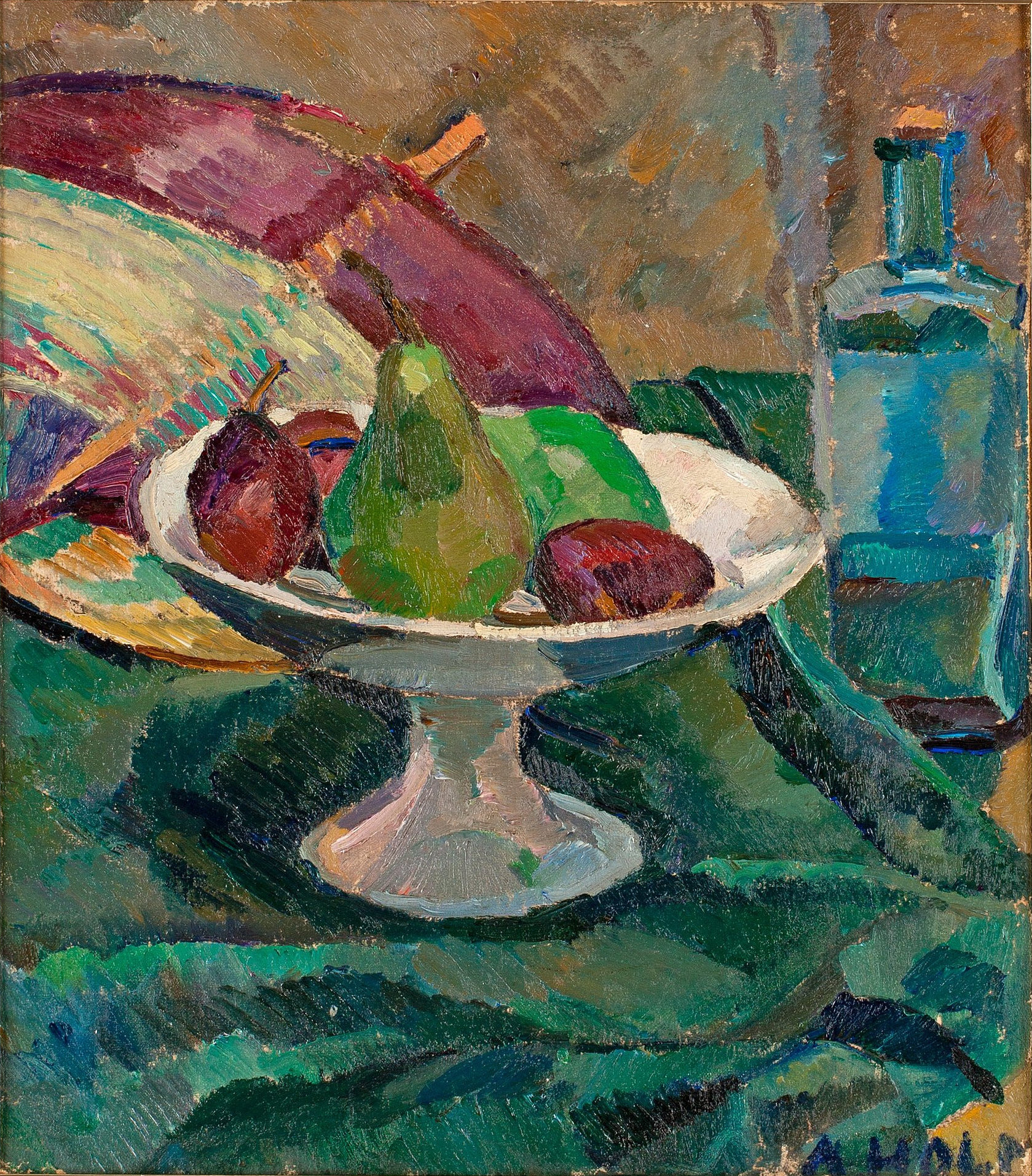
Frugtskaal
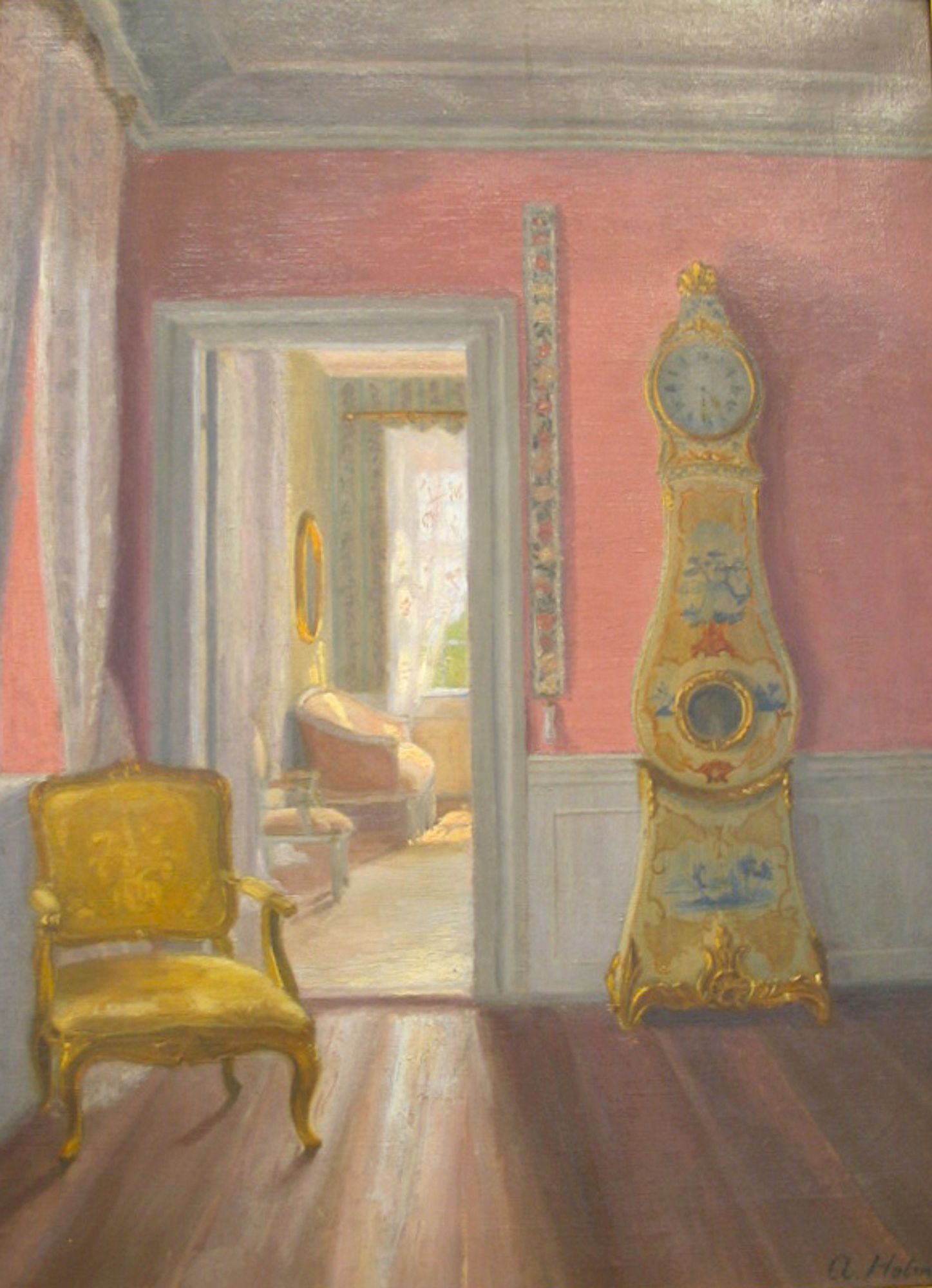
Interiør med sollys (1903)
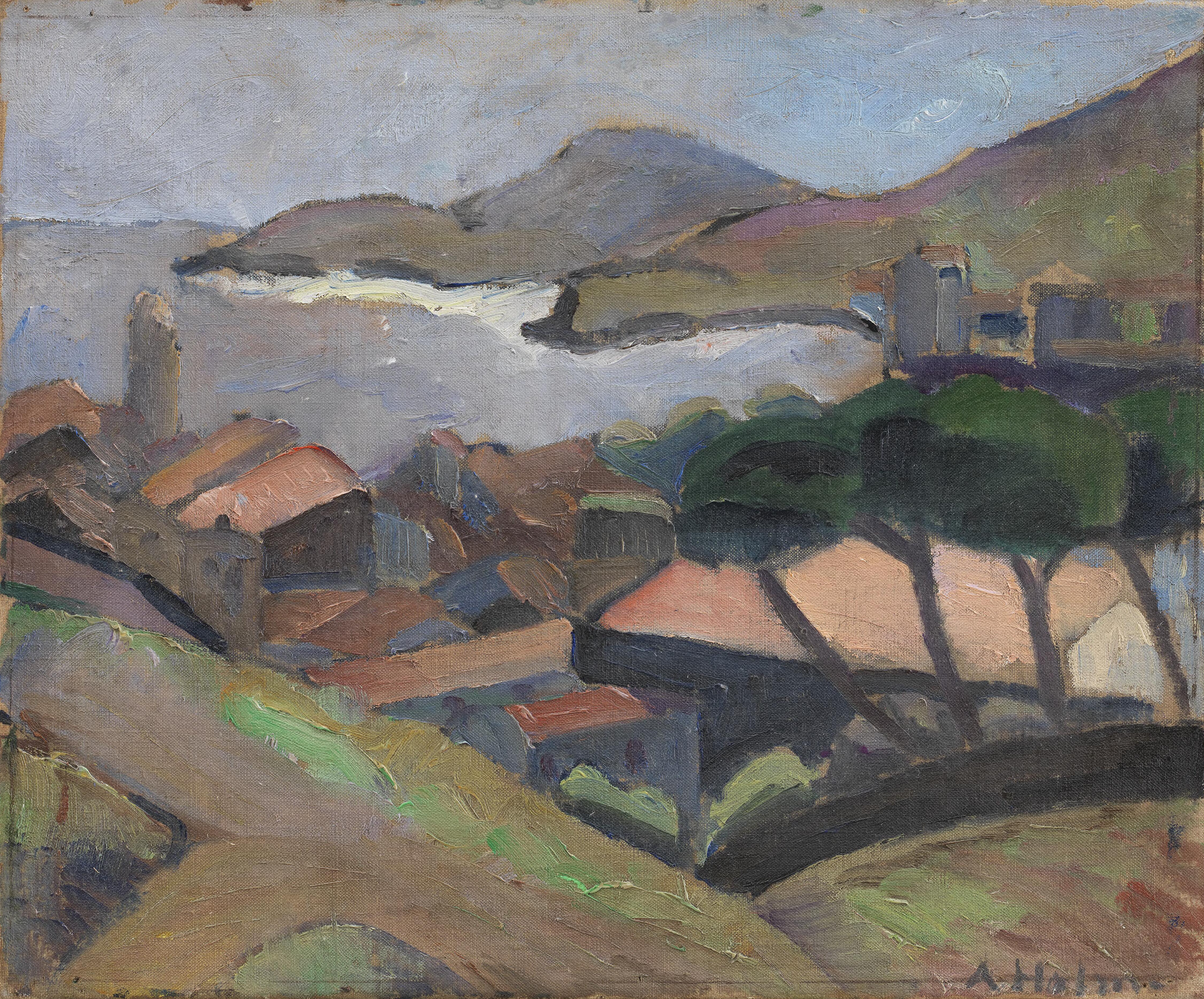
Udsigt over Collioure (1913)
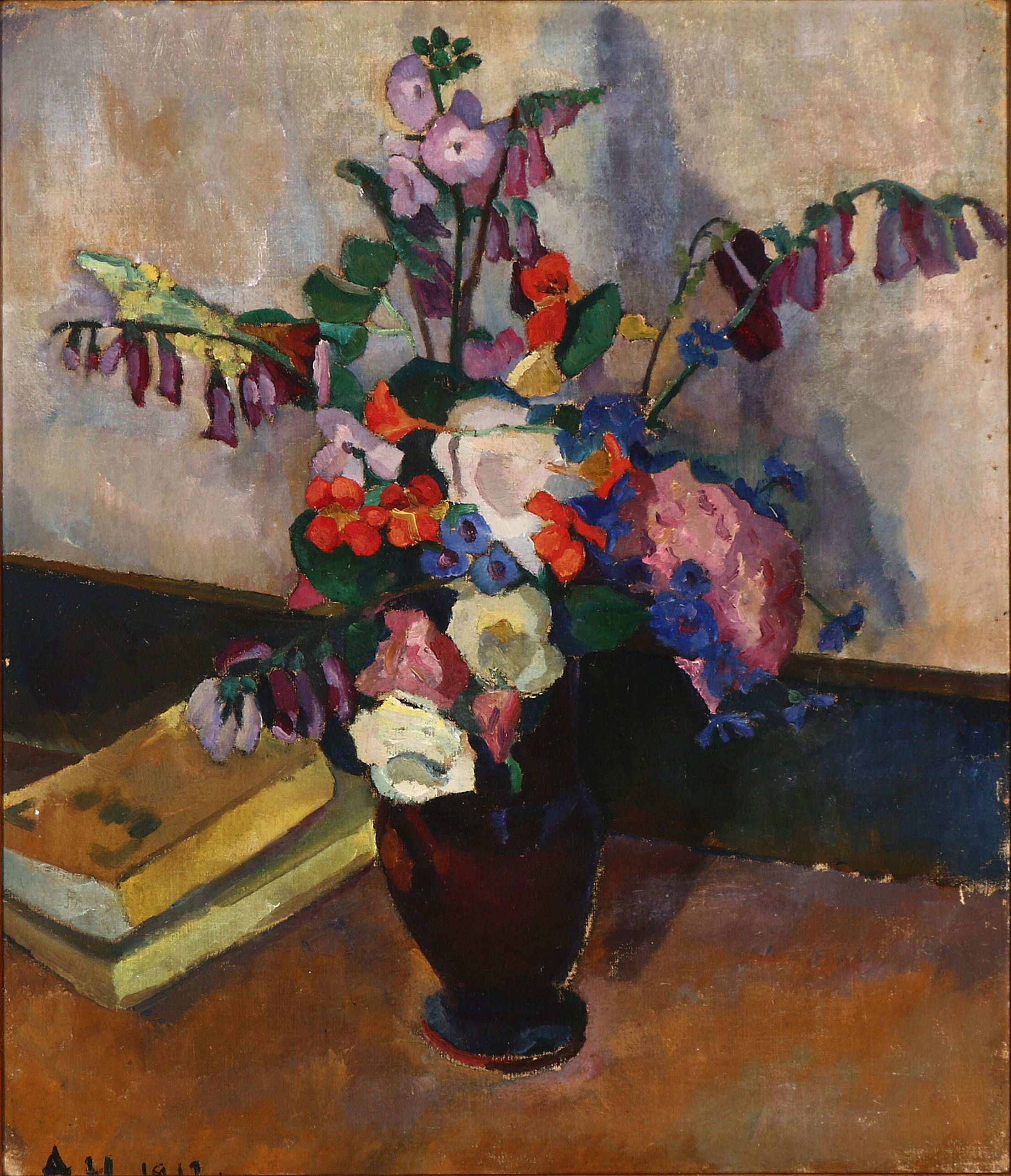
Opstilling med blomster (1912)
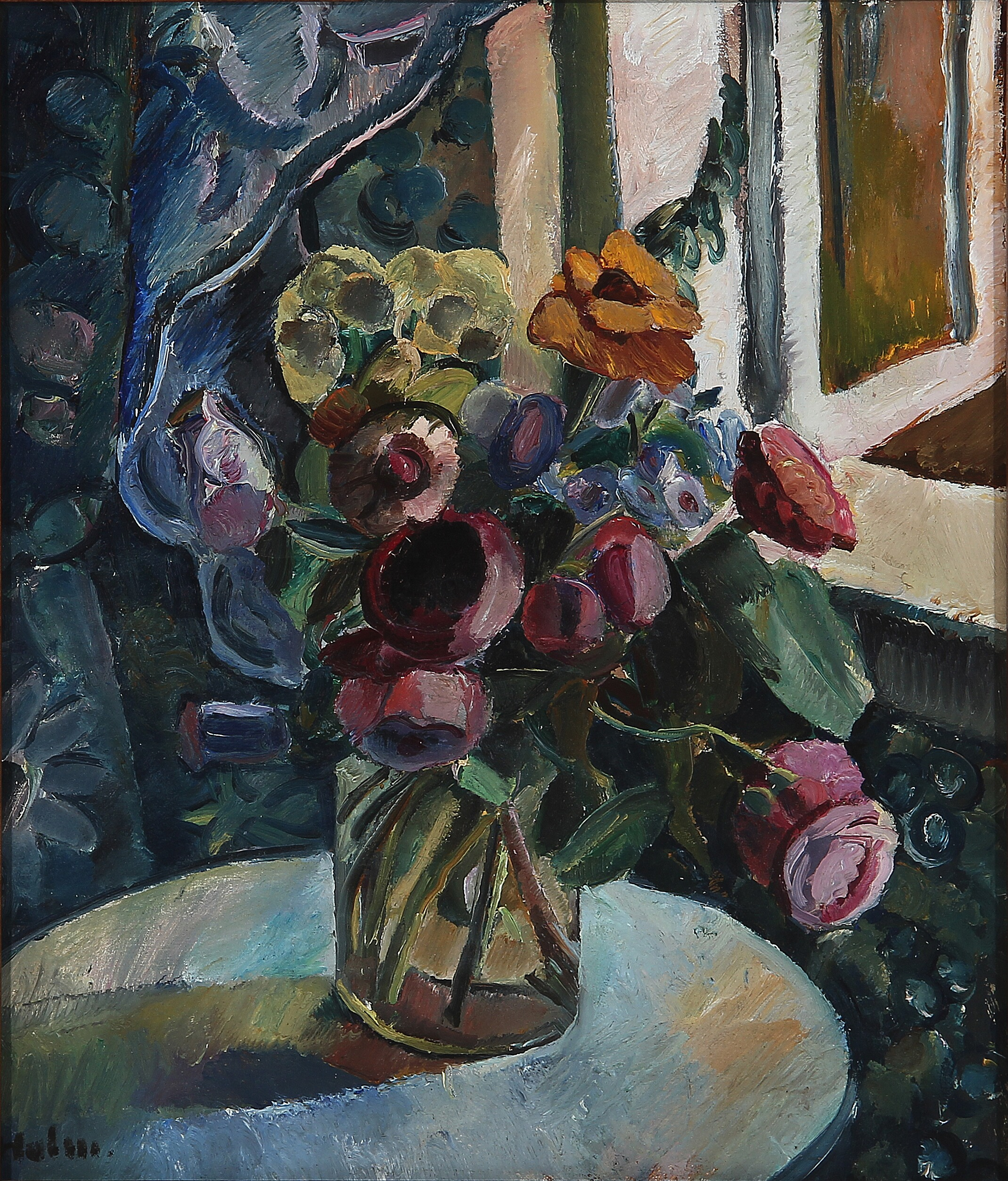
Opstilling med blomster i en vase
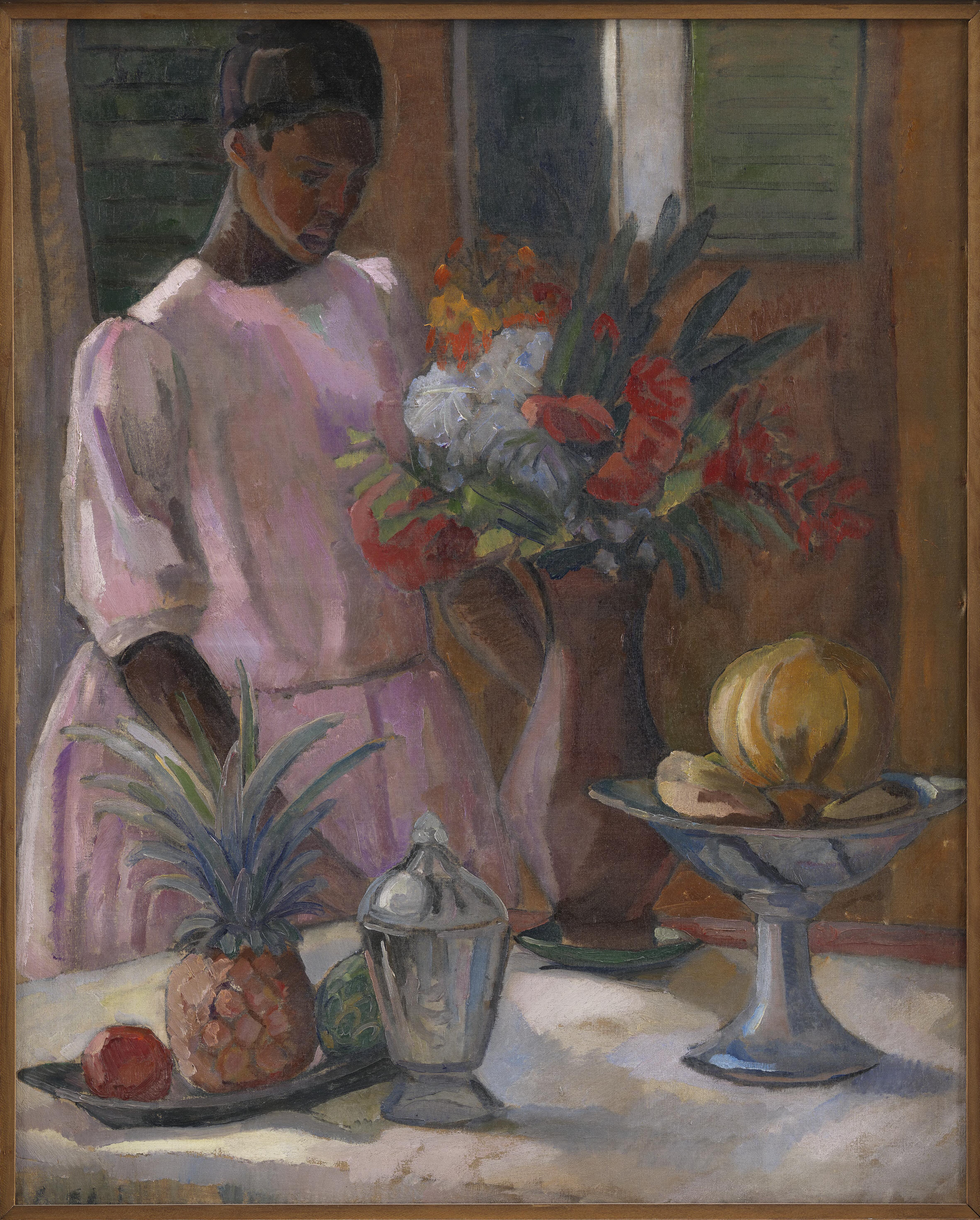
Rose dækker bord (1914)